# Équipe cycliste féminine Uno-X Mobility
Cet article concerne l'équipe féminine. Pour l'équipe masculine, voir Équipe cycliste masculine Uno-X Mobility.
L'équipe cycliste féminine Uno-X Mobility est une équipe cycliste féminine norvégienne créée en 2022. Elle court avec une licence WorldTeam depuis 2022.
C'est la section féminine de l'équipe masculine éponyme.

## Histoire de l'équipe

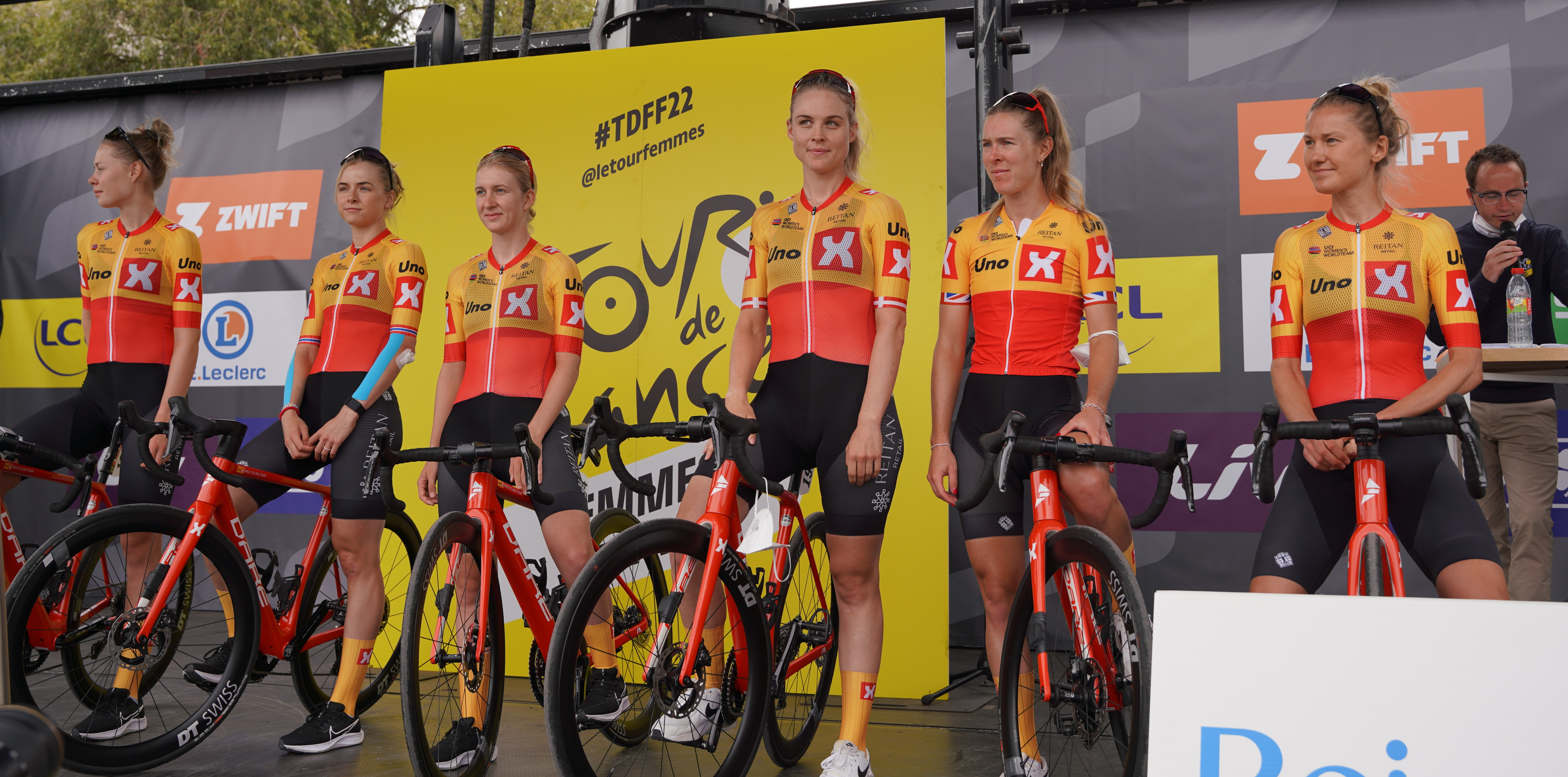
En 2022 sur la Tour de France.

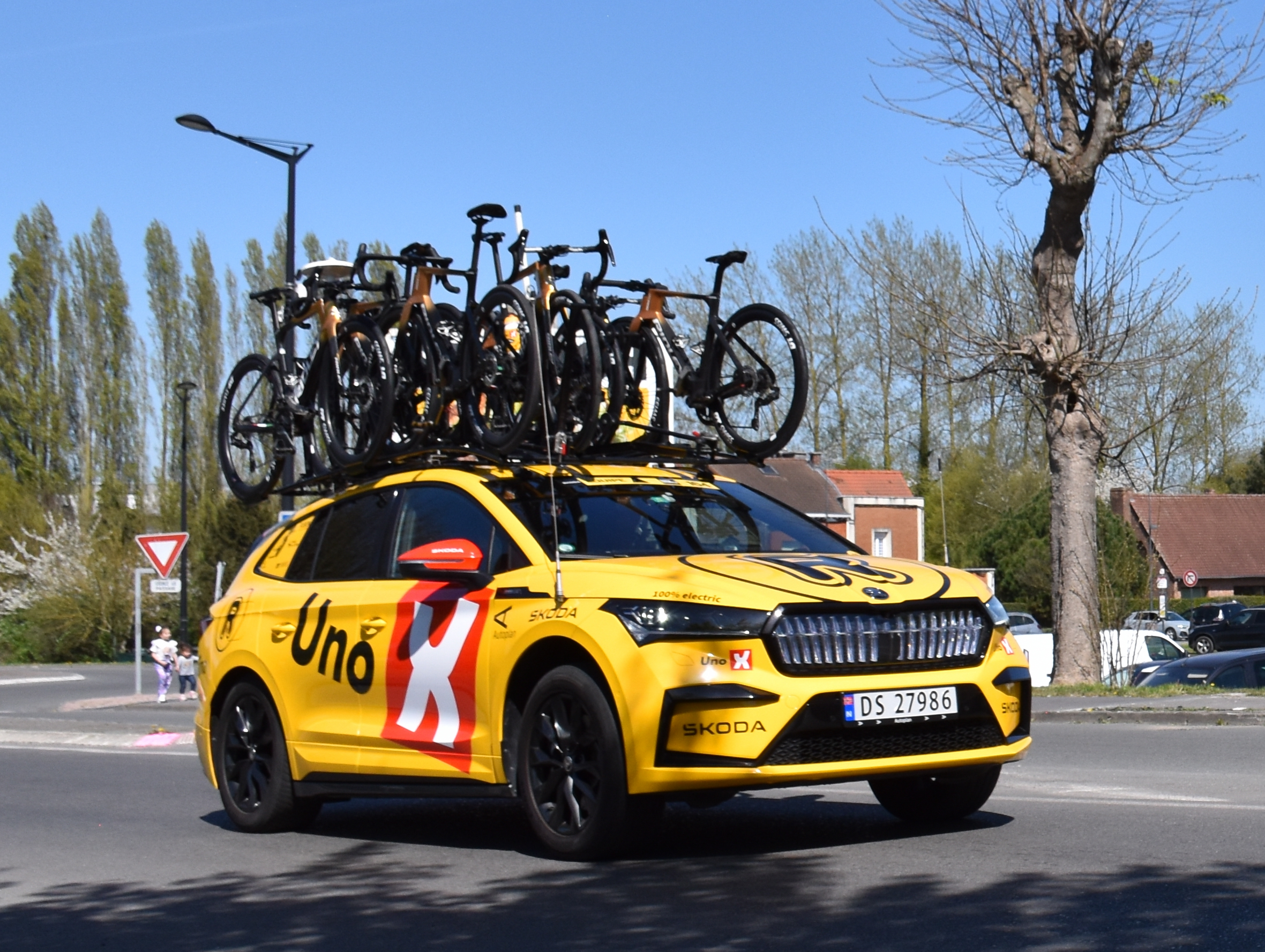
Véhicule Uno- X Mobility 2025.

À la fin de l'année 2020, la structure masculine Uno-X Pro Cycling Team cherche a créer une équipe féminine, et confie la mission à l'ancien coureur Lars Bak.
L'équipe est créée pour la saison 2022. Dès sa première saison, l'équipe obtient une licence World Tour auprès de l'UCI. À l'image de l'équipe masculine, elle est dirigée par l'ancien coureur Thor Hushovd.
Cette licence lui permet de participer à toutes les plus grandes courses de la saison, et notamment au premier Tour de France Femmes. Trois victoires sont engrangées lors de cette saison inaugurales, les titres de championne de Finlande sur la course en ligne et le contre-la-montre pour Anniina Ahtosalo, et de Grande-Bretagne de contre-la-montre pour Joscelin Lowden.
Pour la saison 2023, l'équipe recrute la danoise Amalie Dideriksen, championne du monde 2016. Cette dernière remporte la première course de l'équipe, hors championnat national, en s'imposant au mois de mai sur le GP Eco-Struct.
En 2024, la structure change de nom au profit d'Uno-X Mobility.

## Classements UCI

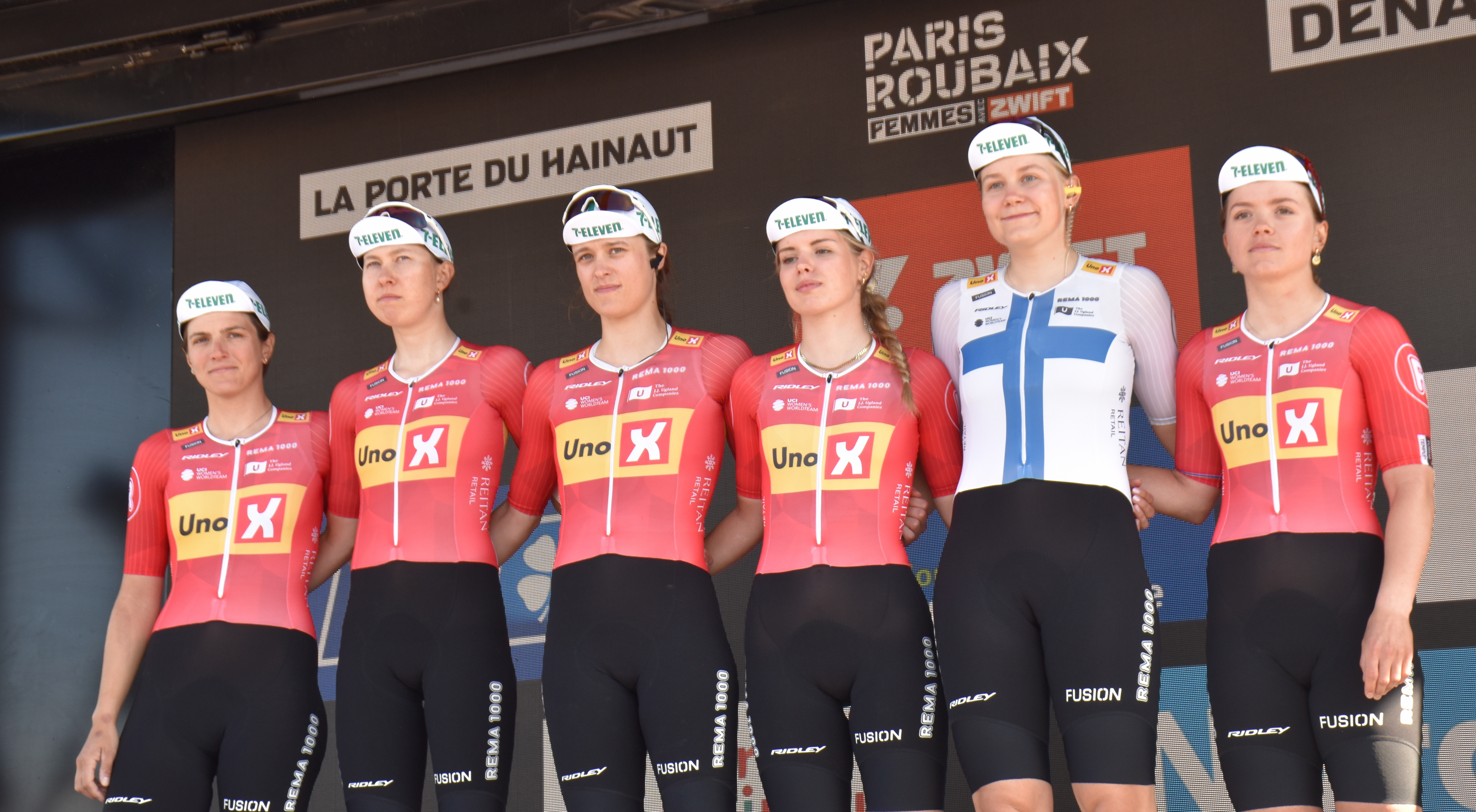
Présentation de l'équipe
Paris-Roubaix 2025.

Ce tableau présente les places de l'équipe au classement de l'Union cycliste internationale en fin de saison, ainsi que la meilleure cycliste au classement individuel de chaque saison.
| Classement UCI | Classement UCI         | Classement UCI                              | Classement UCI |
| Année          | Classement par équipes | Meilleure coureuse au classement individuel |                |
| -------------- | ---------------------- | ------------------------------------------- | -------------- |
| 2022           | 24e                    | Susanne Andersen (79e)                      |                |
| 2023           | 13e                    | Anniina Ahtosalo (58e)                      |                |
| 2024           | 16e                    | Anniina Ahtosalo (41e)                      |                |
|                |                        |                                             |                |
| Source : UCI   |                        |                                             |                |

L'équipe est également classée sur l'UCI World Tour féminin.
| UCI World Tour | UCI World Tour         | UCI World Tour                              | UCI World Tour |
| Année          | Classement par équipes | Meilleure coureuse au classement individuel |                |
| -------------- | ---------------------- | ------------------------------------------- | -------------- |
| 2022           | 20e                    | Susanne Andersen (75e)                      |                |
| 2023           | 13e                    | Susanne Andersen (59e)                      |                |
| 2024           | 16e                    | Maria Giulia Confalonieri (41e)             |                |
|                |                        |                                             |                |
| Source : UCI   |                        |                                             |                |

## Principales victoires

### Championnats nationaux
- Championnat de Finlande sur route : 2
  - Course en ligne : 2022 (Anniina Ahtosalo)
  - Contre-la-montre : 2022 (Anniina Ahtosalo)

## Effectif actuel
| Effectif 2025             | Effectif 2025     | Effectif 2025 | Effectif 2025                                    |
| Cycliste                  | Date de naissance | Pays          | Équipe précédente                                |
| ------------------------- | ----------------- | ------------- | ------------------------------------------------ |
| Katrine Aalerud           | 4 décembre 1994   | Norvège       | Movistar Team (2023)                             |
| Kamilla Aasebø            | 11 juillet 2006   | Norvège       | Team Rytger Carl Ras (2024)                      |
| Anniina Ahtosalo          | 27 août 2003      | Finlande      | Team Rytger powered by Cykeltøj-Online.dk (2021) |
| Susanne Andersen          | 23 juillet 1998   | Norvège       | Team DSM (2021)                                  |
| Solbjørk Minke Anderson   | 15 août 2004      | Danemark      | Grand Est-Komugi-La Fabrique (2023)              |
| Elinor Barker             | 7 septembre 1994  | Royaume-Uni   | Drops-Le Col (2021)                              |
| Teuntje Beekhuis          | 18 août 1995      | Pays-Bas      | Team Jumbo-Visma (2023)                          |
| Marte Berg Edseth         | 6 octobre 1998    | Norvège       | Ringerike Sykkelklubb (2022)                     |
| Simone Boilard            | 21 juillet 2000   | Canada        | St Michel-Mavic-Auber 93 (2023)                  |
| Maria Giulia Confalonieri | 30 mars 1993      | Italie        | Ceratizit-WNT Pro Cycling (2022)                 |
| Ingvild Gåskjenn          | 1 juillet 1998    | Norvège       | Liv AlUla Jayco (2024)                           |
| Mia Kronheim Gjertsen     | 11 avril 2006     | Norvège       | Team Rytger Carl Ras (2024)                      |
| Alberte Greve             | 16 septembre 2005 | Danemark      | Lotto Dstny Ladies (2024)                        |
| Rebecca Koerner           | 22 septembre 2000 | Danemark      | ABC Dame Elite (2021)                            |
| Anouska Koster            | 20 août 1993      | Pays-Bas      | Team Jumbo-Visma (2022)                          |
| Linda Zanetti             | 10 mars 2002      | Suisse        | Human Powered Health (2024)                      |
| Mie Bjørndal Ottestad     | 17 juillet 1997   | Norvège       | Andy Schleck-CP NVST-Immo Losch (2021)           |
| Anne Dorthe Ysland        | 9 avril 2002      | Norvège       | Coop-Hitec Products (2021)                       |
|                           |                   |               |                                                  |
| Source : ProCyclingStats  |                   |               |                                                  |

## Saisons précédentes
- Saison 2022 de l'équipe cycliste féminine Uno-X Pro
- Saison 2023 de l'équipe cycliste féminine Uno-X Pro